# Mercedes Ballesteros
Pour les articles homonymes, voir Ballesteros.
Mercedes Ballesteros, née à Madrid le 6 décembre 1913 et morte dans cette même ville le 28 juin 1995, est une écrivaine espagnole.